# Trym Bergman
Trym Bergman, född 24 januari 1969 i Horten, är en norsk fotbollsspelare.
Bergman är född och uppvuxen i Horten och började spela fotboll i den lokala klubben FK Ørn Horten. A-lagsdebuten skedde vid 18 års ålder den 13 juni 1987 mot Mjølner, medan han fortfarande spelade med juniorlaget. Under 1988 spelade han parallellt i senior- och juniorlaget och vann med juniorlaget norska mästerskapen och den prestigefyllda turneringen Norway Cup.
Efter säsongen 1991 blev Bergman värvad till Kongsvinger IL som vänsterforward. Under hans första år i Kongsvinger kom laget tvåa i Tippeligaen och fick därmed spela i UEFA-cupen 1993. De blev utslagna av Juventus FC i andra omgången efter 1-1 på Ullevål och 0-2 i Italien. Laget spelade även i UEFA Intertoto Cup 1997 och 1998. Bergman vann den interna skytteligan 1996, 1997 och 1998.
Bergmans kontrakt med Kongsvinger gick ut efter säsongen 1999, samtidigt som laget åkte ur Tippeligaen. Han skrev på för Hammarby och flyttade till Stockholm. Första A-lagsmatchen kom i Svenska Cupen borta mot Umeå FC (4-0) i mars 2000. Första allsvenska matchen var premiären mot GIF Sundsvall (0-1) på Söderstadion och första målet gjorde han hemma mot Örgryte IS (1-0) den 19 juli 2000. Han blev svensk mästare med Hammarby säsongen 2001 när klubben tog sitt första fotbollsguld. Bergman spelade också i kvalet till UEFA Champions League 2002/2003 den 31 juli 2002 hemma mot jugoslaviska FK Partizan Belgrad (1-1) på Råsundastadion. 
Efter tre år i Stockholm återvände Trym till Norge och spel med Sandefjord Fotball i 1 Division, den norska andraligan, säsongen 2003.
Bergman är en snabb allroundspelare som har spelat på de flesta positioner, främst på högerkanten.